# Santia katoi
Santia katoi là một loài chân đều trong họ Santiidae. Loài này được Shimomura & Mawatari miêu tả khoa học năm 2000.